# 无所畏惧 (电视剧)
《无所畏惧》（英語：The Fearless）是一部由中央电视台、爱奇艺、煌程影业联合出品，热依扎、王阳、啜妮领衔主演的中国都市职场律政生活情感剧。此剧由赵锦焘和谭嘉言执导。

## 登场人物
- 热依扎 饰演 罗英子，青年女律师。
- 王阳 饰演 陈硕，青年男律师。
- 啜妮 饰演 邱华，青年女律师，罗英子同事、好友。
- 冯晖 饰演 韩之通，罗英子与邱华的同事、前辈
- 郑晓宁 饰演 杨伟达，知名大企业玮炟集团董事长。

## 外部連結
- 电视剧无所畏惧的新浪微博（簡體中文）
- 豆瓣电影上《无所畏惧》的資料 （简体中文）
- 豆瓣电影上《无所畏惧2》的資料 （简体中文）
- 互联网电影数据库（IMDb）上《无所畏惧》的资料（英文）
- 互联网电影数据库（IMDb）上《无所畏惧2》的资料（英文）